# سريلانكا في الألعاب الأولمبية
سريلانكا في الألعاب الأولمبية تقوم اللجنة الأولمبية الوطنية السريلانكية بالإشراف في شؤون مشاركة سريلانكا في الألعاب الأولمبية، شاركت سريلانكا أول مرة في الألعاب الأولمبية في دورة 1948 في لندن في المملكة المتحدة، وقد تمكنت من الفوز بميداليتين فضيتين في ألعاب القوى وشاركت سابقا باسم سيلان.